# 花王ブリーチ

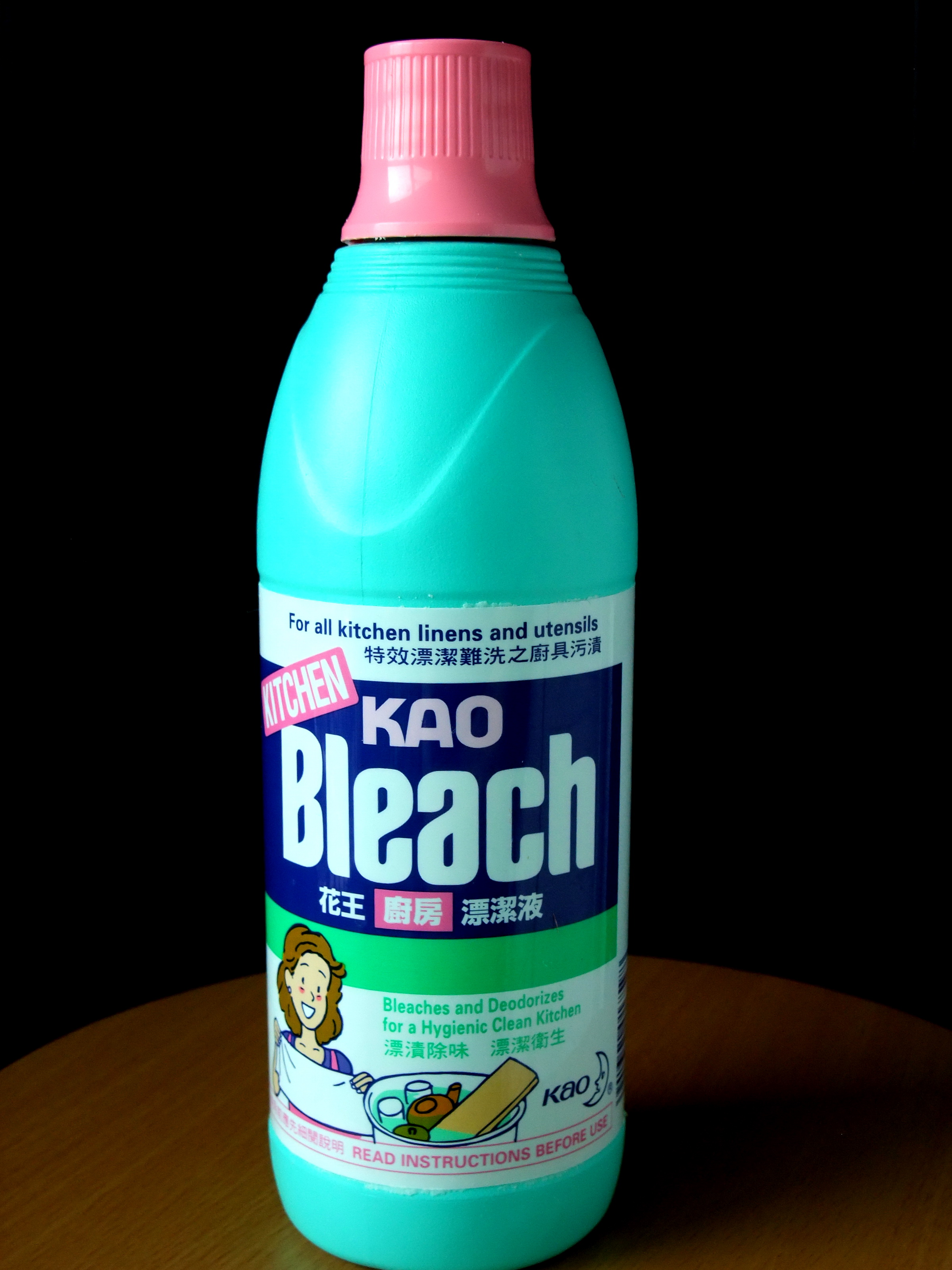
花王ブリーチ（Kao Kitchen Bleach）。海外で発売されているもの

花王ブリーチ（かおうブリーチ）とは、かつて花王石鹸が販売していた家庭用塩素系漂白剤の商品名。後継は花王ハイター。

## 概要
商品名として付けられた「ブリーチ」は、英語で「漂白」を意味する。
ボトルは白色でキャップは青色、ラベル上にはピンクの囲みに青の文字で花王の文字、中段から下にかけては紺色のバックにブリーチの文字が描かれていた。そのブリーチの文字は、上半分が白、下半分がピンク色で、その右下に小さく新漂白剤と書かれていた。また右下に青い楕円の中に、木綿・麻・テトロン用と書かれていて、用途的なものが簡単に下に書かれていた。

## 経緯
1960年代に、海外視察から帰国した、商品企画部の部長と研究部員の手により商品化された。
当時アメリカやヨーロッパでは合成洗剤が普及し漂白剤の開発もされており、将来、日本も同様になると判断して漂白剤の製品化を決意、1962年7月に商品化された。
この製品は、白物衣類で合成洗剤では落ちない、科学的に付着した染みや汚れに効果のある仕上げ剤として開発された。当時の漂白は別にお湯を使うのが当然だったが、この漂白剤は洗剤と一緒に洗濯に使えることで洗濯が楽になった。
また当時は、万能型漂白剤として台所や掃除にも使えることをアピールした。
発売とともに積極的な宣伝広告に出て、当時は競合品が出ていなかったことから売り上げがあった。しかし、商品名の「ブリーチ」自体が一般名詞であったことを背景に、競合他社が次々と漂白剤を発売、1966年6月にはライオン油脂からも、塩素系漂白剤ライオンブリーチを発売した。
こうした中、花王側は、製品改良の時期とほぼ一致し、また競合他社の類似品や差別化を図るため、1966年7月に商品名を花王ハイターに変更した。尤も、商品名変更当初の商品本体に付けられたラベルには花王ブリーチの字も小さく併記されていて、花王の漂白剤であることを示していた。

## メモ
- ライオンとの漂白剤の競争は最終的に花王に軍配が上がっている
- 現在家庭用には発売されていないが、業務用商品として18kg入りパッケージが今も存在する
- 新発売時の広告は、新聞広告にも掲載、当時の読売新聞や朝日新聞などに掲載された
- 新聞広告の内容は、笑顔で白のブラウスを着用した、ショートヘアーの女性がモデルで、コピーは（しみが消えた!! 黄ばみも消えた!! いつでもどこでも 白さがチガウ!!）だった。主婦向けの広告のため衣類の例は、肌着・シーツ・ブラウスの3つ。黄ばみや薄汚れ（黒ずみ）が消える事や、嫌な匂いも消えることも強調。洗剤と一緒に使えることもアピールした
- 海外では、花王の香港・シンガポール両現地法人が現在も各々「ブリーチ（Bleach）」を製造販売している《シンガポール現地法人では「マジックリン（Magiclean）」ブランドの一商品として「Kitchen Bleach」を販売》[8][9]